# Syssphinx simulatilis
Syssphinx simulatilis är en fjärilsart som beskrevs av Augustus Radcliffe Grote och Robinson 1867. Syssphinx simulatilis ingår i släktet Syssphinx och familjen påfågelsspinnare. Inga underarter finns listade i Catalogue of Life.